# Geografía de las Antillas Neerlandesas

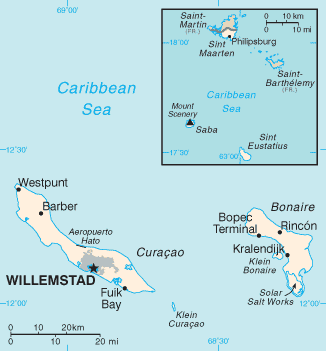
Las Antillas Neerlandesas.

Las islas principales, Curazao y Bonaire, así como las islas Pequeña Curazao (Klein Curaçao) y Pequeña Bonaire (Klein Bonaire) están situadas al norte de Venezuela (12°15′ N, 68°45′ E), mientras que las otras tres islas menores, Saba, San Eustaquio (Sint Eustatius) y San Martín (Sint Maarten) están situadas 900 km al noreste, al este de las Islas Vírgenes. El norte de la isla de San Martín es territorio francés (Guadalupe).
El grupo de islas principales, situadas al sur, es parte del grupo de las islas de Barlovento (Benedenwindse Eilanden), mientras que el de las islas del norte o menores es parte de las islas de Sotavento (Bovenwindse Eilanden); dichas denominaciones no suponen división administrativa alguna.
El clima es tropical y se beneficia de los vientos alisios que soplan del noreste. En las islas del norte hay riesgo de huracanes en los meses de julio a octubre, mientras que en las del sur, por su situación, raramente se producen.
La superficie es montañosa y en el interior volcánica, siendo la cota máxima del archipiélago el monte Scenery de 862 m s. n. m. en la isla de Saba.
Las costas, su mayor activo y atractivo, tienen una longitud total de 364 km, siendo la única frontera terrestre la de San Martín con Francia, de 10,2 km.
- Datos: Q5877620